# Craugastor persimilis
Craugastor persimilis is een kikker uit de familie Craugastoridae. De soort werd voor het eerst wetenschappelijk beschreven door Thomas Barbour in 1926. Oorspronkelijk werd de wetenschappelijke naam Eleutherodactylus persimilis gebruikt en later de naam Microbatrachyls persimilis.
Craugastor persimilis blijft in vergelijking met andere kikkers vrij klein. De mannetjes bereiken een lichaamslengte van 13 tot 18 millimeter en de vrouwtjes worden 13 tot 23 millimeter lang.
De soort komt voor in delen van Midden-Amerika en leeft endemisch in het zuidoosten van Costa Rica. De kikker wordt bedreigd door het verlies van habitat.